# 파이앙스

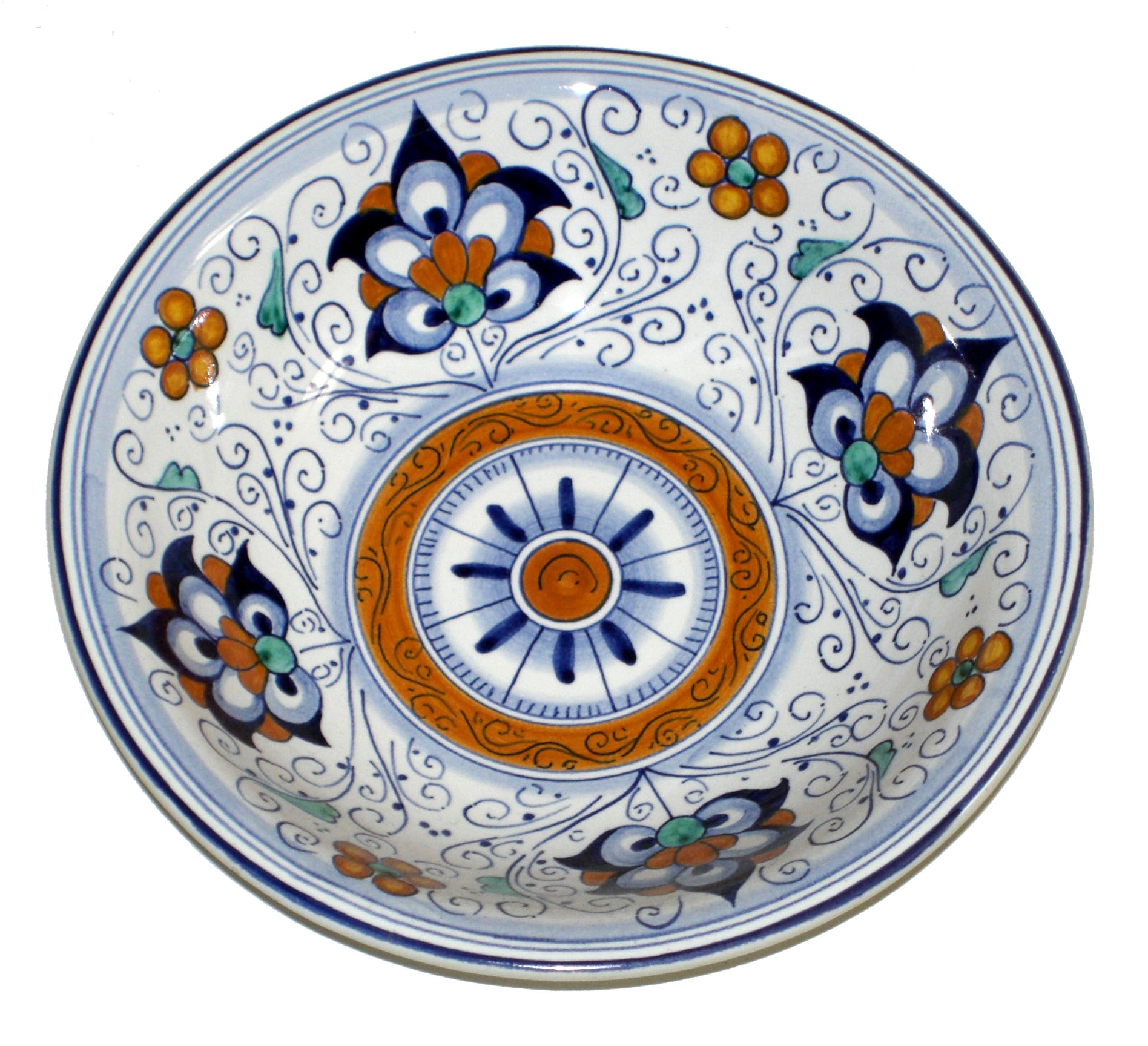
전통 무늬를 그린 이탈리아 파엔차산 파이앙스 그릇

파이앙스(영어: Faience, 프랑스어: faïence)는 도자기의 일종으로, 주석을 함유한 유약을 발라 장식을 입히는 채도(彩陶)의 일종이다.